# Новоандреевка (Ростовская область)
Новоандреевка — хутор в Миллеровском районе Ростовской области. Входит в состав Верхнеталовского сельского поселения.

## География
На хуторе имеется одна улица:  Донецкая.

## Население
| 2010 |
| ---- |
| 111  |